# First Kiss (山本麻里安のアルバム)
『First Kiss』（ファーストキス）は、山本麻里安のアルバム。2005年8月24日、パープルヒルズレコード（エイベックス・マーケティング・コミュニケーション）より発売された。

## 収録曲
11.を除く全曲の作詞：山本麻里安、作曲・編曲：藤岡央
1. 神様お願いっっ!!
2. Congratulations!
3. パレード
4. Wedding bell
5. 100万回のKiss
6. Pray for the Moon
7. BLUE SKY BLUE
8. Quack! quack!
9. Fight!
10. 優しい雨
11. 神様お願いっっ!!（オルゴールバージョン）
  - 作曲・編曲：藤岡央